# Veikkausliiga 2021
La temporada 2021 fue la edición número 91 de la Veikkausliiga. La temporada comenzó el 24 de abril de 2021 y finalizó el 31 de octubre del mismo año (2021). El actual campeón es el HJK Helsinki.

## Formato
Los 12 equipos participantes jugaron entre sí todos contra todos dos veces totalizando 22 partidos cada uno. Al término de la fecha 22, los 6 primeros clasificados pasaron al Grupo campeonato y los 6 restantes, al Grupo descenso.
En el grupo campeonato los 6 equipos jugaron entre sí todos contra todos 1 vez totalizando 27 partidos cada uno. Al término de la fecha 27, el primer clasificado se coronó campeón y obtuvo un cupo para la Primera ronda de la Liga de Campeones de la UEFA 2022-23, mientras que el segundo y el tercero obtuvieron un cupo para la Primera ronda de la Liga Europa Conferencia de la 2022-23.
En el grupo descenso, los 6 equipos jugaron entre sí todos contra todos 1 vez totalizando 27 partidos cada uno. Al término de la fecha 27, el penúltimo clasificado debió disputar el play-off por la permanencia contra el subcampeón de la Ykkönen 2021 por un lugar en la próxima temporada y el último clasificado descendió directamente a la Ykkönen 2022.
Un tercer cupo para la Primera ronda de la Liga Europa Conferencia de la 2022-23 fue asignado al campeón de la Copa de Finlandia.

## Ascensos y descensos
RoPS descendió a la Ykkönen tras quedar último la temporada pasada, mientras que TPS descendió tras perder en el play-off de permanencia. Fueron remplazados por el Oulu que se coronó campeón de la Ykkönen 2020 y por el KPT que ganó el play-off por la permanencia.
| Pos. | Descendidos de la Veikkausliiga 2020 |
| ---- | ------------------------------------ |
| 11.º | TPS                                  |
| 12.º | RoPS                                 |

| Pos. | Ascendidos de la Ykkönen 2020 |
| ---- | ----------------------------- |
| 1.º  | Oulu                          |
| 2.º  | KTP                           |

## Equipos participantes
| Equipo        | Ciudad      | Estadio                | Capacidad |
| ------------- | ----------- | ---------------------- | --------- |
| Haka          | Valkeakoski | Tehtaan kenttä         | 3516      |
| HIFK          | Helsinki    | Bolt Arena             | 10 776    |
| HJK           | Helsinki    | Bolt Arena             | 10 776    |
| Honka         | Tapiola     | Tapiolan Urheilupuisto | 5000      |
| Ilves         | Tampere     | Tammela Stadion        | 5040      |
| Inter Turku   | Turku       | Veritas Stadion        | 9300      |
| KTP           | Kotka       | Arto Tolsa Areena      | 4.780     |
| KuPS          | Kuopio      | Väre Areena            | 5000      |
| Lahti         | Lahti       | Lahden Stadion         | 14 500    |
| IFK Mariehamn | Mariehamn   | Wiklöf Holding Arena   | 4000      |
| Oulu          | Oulu        | Raatti Stadion         | 6000      |
| SJK           | Seinäjoki   | OmaSP Stadion          | 6000      |

## Temporada regular

### Tabla de posiciones
| Pos. | Equipo        | Pts. | PJ | G  | E | P  | GF | GC | Dif. | Clasificación 2021 |
| ---- | ------------- | ---- | -- | -- | - | -- | -- | -- | ---- | ------------------ |
| 1    | KuPS          | 49   | 22 | 15 | 4 | 3  | 38 | 14 | +24  | Grupo Campeonato   |
| 2    | HJK           | 49   | 22 | 15 | 4 | 3  | 32 | 12 | +20  | Grupo Campeonato   |
| 3    | Inter Turku   | 39   | 22 | 12 | 3 | 7  | 36 | 22 | +14  | Grupo Campeonato   |
| 4    | SJK           | 37   | 22 | 11 | 4 | 7  | 29 | 24 | +5   | Grupo Campeonato   |
| 5    | HIFK          | 33   | 22 | 9  | 6 | 7  | 23 | 23 | 0    | Grupo Campeonato   |
| 6    | Ilves         | 33   | 22 | 10 | 3 | 9  | 21 | 23 | −2   | Grupo Campeonato   |
| 7    | Lahti         | 32   | 22 | 8  | 8 | 6  | 27 | 25 | +2   | Grupo Descenso     |
| 8    | Honka         | 26   | 22 | 7  | 5 | 10 | 28 | 29 | −1   | Grupo Descenso     |
| 9    | Haka          | 24   | 22 | 7  | 3 | 12 | 21 | 26 | −5   | Grupo Descenso     |
| 10   | IFK Mariehamn | 23   | 22 | 7  | 2 | 13 | 20 | 32 | −12  | Grupo Descenso     |
| 11   | Oulu          | 18   | 22 | 5  | 3 | 14 | 17 | 35 | −18  | Grupo Descenso     |
| 12   | KTP           | 8    | 22 | 1  | 5 | 16 | 18 | 45 | −27  | Grupo Descenso     |

 Fuente: Veikkausliiga, Soccerway

### Tabla de resultados cruzados
| Local \ Visitante | HAK | HIF | HJK | HON | ILV | INT | KTP | KUP | LAH | MAR | OUL | SJK |
| ----------------- | --- | --- | --- | --- | --- | --- | --- | --- | --- | --- | --- | --- |
| Haka              | —   | 2–0 | 1–2 | 1–1 | 0–1 | 1–0 | 0–3 | 0–1 | 1–1 | 1–2 | 0–1 | 4–0 |
| HIFK              | 2–0 | —   | 0–1 | 1–0 | 1–1 | 1–4 | 2–2 | 1–5 | 0–1 | 0–3 | 3–1 | 1–0 |
| HJK               | 2–0 | 0–2 | —   | 4–2 | 2–1 | 0–1 | 2–0 | 1–1 | 2–0 | 1–0 | 3–1 | 0–0 |
| Honka             | 2–1 | 0–3 | 0–0 | —   | 4–1 | 1–2 | 3–1 | 0–1 | 1–1 | 0–2 | 1–0 | 0–1 |
| Ilves             | 1–0 | 1–0 | 0–3 | 0–0 | —   | 2–1 | 2–0 | 3–2 | 1–0 | 2–0 | 1–0 | 0–1 |
| Inter Turku       | 2–1 | 0–1 | 1–3 | 2–2 | 2–0 | —   | 2–1 | 1–0 | 1–1 | 3–0 | 4–0 | 2–0 |
| KTP               | 0–0 | 0–2 | 0–1 | 1–3 | 1–1 | 1–3 | —   | 1–2 | 1–2 | 1–3 | 1–3 | 0–1 |
| KuPS              | 1–2 | 0–0 | 0–0 | 2–1 | 1–0 | 1–0 | 4–0 | —   | 2–2 | 2–0 | 2–0 | 3–0 |
| Lahti             | 0–2 | 0–0 | 0–1 | 1–0 | 3–1 | 2–1 | 3–0 | 2–4 | —   | 1–1 | 0–0 | 2–1 |
| IFK Mariehamn     | 0–3 | 0–0 | 0–1 | 1–3 | 1–0 | 0–2 | 4–2 | 0–1 | 0–3 | —   | 3–1 | 0–1 |
| Oulu              | 0–1 | 1–2 | 2–1 | 0–2 | 0–2 | 2–0 | 1–1 | 0–2 | 1–1 | 1–0 | —   | 0–2 |
| SJK               | 4–0 | 1–1 | 0–2 | 3–2 | 1–0 | 2–2 | 1–1 | 0–1 | 4–1 | 3–0 | 3–2 | —   |

## Grupo Campeonato

### Tabla de posiciones
| Pos. | Equipo      | Pts. | PJ | G  | E | P  | GF | GC | Dif. | Clasificación 2022–23                       |
| ---- | ----------- | ---- | -- | -- | - | -- | -- | -- | ---- | ------------------------------------------- |
| 1    | HJK (C)     | 59   | 27 | 18 | 5 | 4  | 41 | 19 | +22  | Primera ronda de la Liga de Campeones       |
| 2    | KuPS        | 58   | 27 | 17 | 7 | 3  | 46 | 20 | +26  | Primera ronda de la Liga Europa Conferencia |
| 3    | SJK         | 48   | 27 | 14 | 6 | 7  | 45 | 34 | +11  | Primera ronda de la Liga Europa Conferencia |
| 4    | Inter Turku | 45   | 27 | 14 | 3 | 10 | 45 | 32 | +13  | Primera ronda de la Liga Europa Conferencia |
| 5    | Ilves       | 36   | 27 | 11 | 3 | 13 | 29 | 34 | −5   |                                             |
| 6    | HIFK        | 35   | 27 | 9  | 8 | 10 | 25 | 31 | −6   |                                             |

 Fuente: Soccerway

### Evolución de la clasificación
| Jornada     | 1 | 2 | 3 | 4 | 5 |
| Equipo      |   |   |   |   |   |
| ----------- | - | - | - | - | - |
| HJK         | 2 | 2 | 2 | 1 | 1 |
| KuPS        | 1 | 1 | 1 | 2 | 2 |
| SJK         | 4 | 4 | 3 | 4 | 3 |
| Inter Turku | 3 | 3 | 4 | 3 | 4 |
| Ilves       | 6 | 6 | 6 | 6 | 5 |
| HIFK        | 5 | 5 | 5 | 5 | 6 |

## Grupo descenso

### Tabla de posiciones
| Pos. | Equipo        | Pts. | PJ | G  | E  | P  | GF | GC | Dif. | Clasificación 2022      |
| ---- | ------------- | ---- | -- | -- | -- | -- | -- | -- | ---- | ----------------------- |
| 1    | Lahti         | 40   | 27 | 10 | 10 | 7  | 35 | 30 | +5   |                         |
| 2    | Haka          | 35   | 27 | 10 | 5  | 12 | 30 | 29 | +1   |                         |
| 3    | Honka         | 33   | 27 | 9  | 6  | 12 | 38 | 37 | +1   |                         |
| 4    | IFK Mariehamn | 30   | 27 | 9  | 3  | 15 | 28 | 40 | −12  |                         |
| 5    | Oulu (O)      | 23   | 27 | 6  | 5  | 16 | 21 | 44 | −23  | Play-off de descenso    |
| 6    | KTP (D)       | 11   | 27 | 2  | 5  | 20 | 25 | 58 | −33  | Descenso a Ykkönen 2022 |

 Fuente: Soccerway

### Evolución de la clasificación
| Jornada       | 1 | 2 | 3 | 4 | 5 |
| Equipo        |   |   |   |   |   |
| ------------- | - | - | - | - | - |
| Lahti         | 1 | 1 | 1 | 1 | 1 |
| Honka         | 2 | 2 | 4 | 3 | 2 |
| Haka          | 3 | 4 | 3 | 2 | 3 |
| IFK Mariehamn | 4 | 3 | 2 | 4 | 4 |
| Oulu          | 5 | 5 | 5 | 5 | 5 |
| KTP           | 6 | 6 | 6 | 6 | 6 |

## Playoffs de descenso
| Ida; 3 de noviembre, 17:30 (UTC+2) | RoPS                        | 2:1 (1:1) | Oulu                 | Rovaniemen keskuskenttä, Rovaniemi                       |                                                          |
|                                    | Rohia 35' · Roffelsen 90+5' | Reporte   | Salanović 31' (pen.) | Asistencia: 1640 espectadores Árbitro(s): Oliver Reitala | Asistencia: 1640 espectadores Árbitro(s): Oliver Reitala |

| Vuelta; 7 de noviembre, 15:00 (UTC+2) | Oulu                    | 2:0 (1:0) (Global 3:2) | RoPS | Raatti Stadion, Oulu |  |
|                                       | Rohia 45+2' · Saira 50' | Reporte                |      |                      |  |

- Oulu venció 3-2 en el resultado global y se mantuvo en la Veikkausliiga, RoPS permaneció en la Ykkönen.

## Goleadores
Actualizado al final de la temporada
| Pos. | Jugador          | Club  | Goles |
| ---- | ---------------- | ----- | ----- |
| 1    | Ariel Ngueukam   | SJK   | 14    |
| 1    | Benjamin Källman | Inter | 14    |
| 2    | Tim Väyrynen     | KuPS  | 9     |
| 3    | Darren Smith     | Honka | 8     |
| 3    | Jake Jervis      | SJK   | 8     |
| 3    | Urho Nissilä     | KuPS  | 8     |